# Cantharocnemis kraatzii
Cantharocnemis kraatzii es una especie de escarabajo longicornio del género Cantharocnemis, tribu Cantharocnemini, orden Coleoptera. Fue descrita científicamente por Thomson en 1861.
El período de vuelo ocurre durante el mes de junio.

## Descripción
Mide 27-45 milímetros de longitud.

## Distribución
Se distribuye por Eritrea, Etiopía y Sudán.